# Élections législatives de 1914 dans l'Ariège
 (août 2023).
Si vous disposez d'ouvrages ou d'articles de référence ou si vous connaissez des sites web de qualité traitant du thème abordé ici, merci de compléter l'article en donnant les références utiles à sa vérifiabilité et en les liant à la section « Notes et références ».
Les élections législatives de 1914 ont eu lieu les 26 avril et 10 mai 1914.

## Élus
|   | Circonscription | Député sortant |  | Groupe parlementaire | Député élu         |  | Groupe parlementaire                |
| - | --------------- | -------------- |  | -------------------- | ------------------ |  | ----------------------------------- |
| 1 | Foix            |                |  |                      | Théophile Delcassé |  | Gauche radicale                     |
| 2 | Pamiers         |                |  |                      | Gustave Pédoya     |  | Parti radical et radical-socialiste |
| 3 | Saint-Girons    |                |  |                      | Paul Laffont       |  | Parti radical et radical-socialiste |

## Résultats à l'échelle du département
| Partis         | Partis                                           | Premier tour | Premier tour | Deuxième tour | Deuxième tour | Sièges |
| Partis         | Partis                                           | Voix         | %            | Voix          | %             | Sièges |
| -------------- | ------------------------------------------------ | ------------ | ------------ | ------------- | ------------- | ------ |
|                | Radicaux indépendants                            | 20 736       | 43,36        |               |               | 1      |
|                | Parti républicain, radical et radical-socialiste | 15 994       | 33,44        | 9 224         | 50,55         | 2      |
|                | Républicains démocratiques                       | 7 388        | 15,45        | 8 999         | 49,32         | 0      |
|                | Section française de l'Internationale ouvrière   | 2 007        | 4,20         |               |               | 0      |
|                | Parti républicain démocratique                   | 228          | 0,48         | 0             |               |        |
|                | Divers                                           | 1 470        | 3,07         | 24            | 0,13          | 0      |
|                |                                                  |              |              |               |               |        |
| Inscrits       | Inscrits                                         | 70 200       | 100,00       | 23 508        | 100,00        | 3      |
| Votants        | Votants                                          | 49 457       | 70,45        | 18 413        | 78,33         |        |
| Abstention     | Abstention                                       | 20 743       | 29,55        | 5 095         | 21,67         |        |
| Blancs et nuls | Blancs et nuls                                   | 1 634        | 3,30         | 166           | 0,90          |        |
| Exprimés       | Exprimés                                         | 47 823       | 96,70        | 18 247        | 99,10         |        |

## Résultats par arrondissement

### Arrondissement de Foix
| Candidats      | Candidats          | Étiquette           | Premier tour | Premier tour |
| Candidats      | Candidats          | Étiquette           | Voix         | %            |
| -------------- | ------------------ | ------------------- | ------------ | ------------ |
|                | Théophile Delcassé | Radical indépendant | 12 137       | 89,37        |
|                | Figarol            | Divers              | 1 304        | 9,60         |
|                | Divers             | Divers              | 139          | 1,02         |
|                |                    |                     |              |              |
| Inscrits       | Inscrits           | Inscrits            | 23 957       | 100,00       |
| Votants        | Votants            | Votants             | 14 876       | 62,09        |
| Abstention     | Abstention         | Abstention          | 9 081        | 37,91        |
| Blancs et nuls | Blancs et nuls     | Blancs et nuls      | 1 296        | 8,71         |
| Exprimés       | Exprimés           | Exprimés            | 13 580       | 91,29        |

### Arrondissement de Pamiers
| Candidats      | Candidats      | Étiquette                | Premier tour | Premier tour | Deuxième tour | Deuxième tour |
| Candidats      | Candidats      | Étiquette                | Voix         | %            | Voix          | %             |
| -------------- | -------------- | ------------------------ | ------------ | ------------ | ------------- | ------------- |
|                | De Seynes      | Républicain démocratique | 7 388        | 43,52        | 8 999         | 49,32         |
|                | Gustave Pédoya | PRRRS                    | 7 350        | 43,29        | 9 224         | 50,55         |
|                | Giron          | SFIO                     | 2 007        | 11,82        |               |               |
|                | Mary           | PRD                      | 228          | 1,34         |               |               |
|                | Divers         | Divers                   | 4            | 0,02         | 24            | 0,13          |
|                |                |                          |              |              |               |               |
| Inscrits       | Inscrits       | Inscrits                 | 22 511       | 100,00       | 23 508        | 100,00        |
| Votants        | Votants        | Votants                  | 17 186       | 76,34        | 18 413        | 78,33         |
| Abstention     | Abstention     | Abstention               | 5 325        | 23,66        | 5 095         | 21,67         |
| Blancs et nuls | Blancs et nuls | Blancs et nuls           | 209          | 1,22         | 166           | 0,90          |
| Exprimés       | Exprimés       | Exprimés                 | 16 977       | 98,78        | 18 247        | 99,10         |

### Arrondissement de Saint-Girons
| Candidats      | Candidats      | Étiquette           | Premier tour | Premier tour |
| Candidats      | Candidats      | Étiquette           | Voix         | %            |
| -------------- | -------------- | ------------------- | ------------ | ------------ |
|                | Paul Laffont   | PRRRS               | 8 644        | 50,06        |
|                | Ragot          | Radical indépendant | 8 599        | 49,80        |
|                | Divers         | Divers              | 23           | 0,13         |
|                |                |                     |              |              |
| Inscrits       | Inscrits       | Inscrits            | 23 732       | 100,00       |
| Votants        | Votants        | Votants             | 17 395       | 73,30        |
| Abstention     | Abstention     | Abstention          | 6 337        | 26,70        |
| Blancs et nuls | Blancs et nuls | Blancs et nuls      | 129          | 0,74         |
| Exprimés       | Exprimés       | Exprimés            | 17 266       | 99,26        |